# Nueva Zelanda en los Juegos Olímpicos de Barcelona 1992
Nueva Zelanda estuvo representada en los Juegos Olímpicos de Barcelona 1992 por un total de 134 deportistas que compitieron en 17 deportes.  
El portador de la bandera en la ceremonia de apertura fue el jinete Mark Todd.

## Medallistas
El equipo olímpico neozelandés obtuvo las siguientes medallas:
| Nombre | Deporte           | Competición                |
| --- | ----------------- | -------------------------- |
| Oro |                   |                            |
| Barbara Kendall                                                                                            | Vela              | Lechner F                  |
| Plata |                   |                            |
| Andrew Nicholson (Spinning Rhombus) Mark Todd (Welton Greylag) Blyth Tait (Messiah) Victoria Latta (Chief) | Hípica            | Concurso completo por eqs. |
| Danyon Loader                                                                                              | Natación          | 200 m mariposa M           |
| Leslie Egnot Janet Shearer                                                                                 | Vela              | 470 F                      |
| Don Cowie Roderick Davis                                                                                   | Vela              | Star M                     |
| Bronce |                   |                            |
| Lorraine Moller                                                                                            | Atletismo         | Maratón F                  |
| David Tua                                                                                                  | Boxeo             | Pesado (91 kg) M           |
| Gary Anderson                                                                                              | Ciclismo en pista | Persecución ind. M         |
| Blyth Tait (Messiah)                                                                                       | Hípica            | Concurso completo ind.     |
| Craig Monk                                                                                                 | Vela              | Finn                       |